# Movimento Indipendente di Rinnovamento Assoluto
Il Movimento Indipendente di Rinnovamento Assoluto (in spagnolo: Movimiento Independiente de Renovación Absoluta), abbreviato in MIRA, è un partito politico attivo in Colombia dal 2000. È legato al movimento neopentecostale. Suo leader è Carlos Alberto Baena.